# Trio (musikgruppe)
 For alternative betydninger, se Trio. (Se også artikler, som begynder med Trio)
Trio er en New-Wave gruppe fra Tyskland, der eksisterede fra 1979 til 1986. De er mest kendt for sangen "Da da da, ich lieb dich nicht, du liebst mich nicht, aha aha aha" (normalt bare "Da Da Da") der blev et hit i 30 lande. Trio var en del af Neue Deutsche Welle (eller NDW); men bandet foretrak navnet "Neue Deutsche Fröhlichkeit", der betyder "Ny tysk munterhed", til at beskrive deres musik. De nåede at udgive fire studiealbums.

## Diskografi

### Studiealbums
- 1981: TRIO
- 1982: TRIO Live im Frühjahr '82 ("Live in Spring '82")
- 1983: Bye Bye / Trio And Error
- 1985: Whats the Password

### Singler
- "Halt mich fest ich werd verrückt" ("Stop Me Before I Go Crazy")
- "Da Da Da ich lieb dich nicht du liebst mich nicht aha aha aha" ("Da Da Da I Don't Love You You Don't Love Me Aha Aha Aha")
- "Anna - lassmichrein lassmichraus" ("Anna - Letmein Letmeout")
- "Bum Bum" ("Boom Boom")
- "Herz ist Trumpf" ("Hearts Are Trump")
- "Turaluraluralu - Ich mach BuBu was machst du" ("Tooralooralooraloo - Is It Old & Is It New [Literally 'I make BuBu, what do you make?']")
- "Tutti Frutti"
- "Drei gegen drei" ("Three Against Three")
- "Ready For You"
- "My Sweet Angel"
- "Da Da Da I Don't Love You You Don't Love Me Aha Aha Aha" (US promo CD-single only)

### Opsamlingsalbum
- 1986: 5 Jahre zuviel (5 Years Too Many)
- 1997: Da Da Da (US only)
- 2000: Triologie (Best-of)
- 2003: Trio Deluxe Edition